# Sin After Sin
Sin After Sin je třetí album heavy metalové skupiny Judas Priest. Bylo vydáno u společnosti Columbia Records v dubnu 1977. Produkoval jej Roger Glover, baskytarista Deep Purple. Jednalo se o první album s nahrávací společností CBS records, která pro nahrávání desky poskytla mnohem větší rozpočet než předchozí nahrávací společnost Gull. Sin After Sin se stalo prvním albem Judas Priest, které bylo úspěšné ve Spojených státech a to především díky cover verzi známé písně Diamonds and Rust od Joan Baez. Toto album však nabídlo mnohem více než jen úspěšný přezpívaný hit. Nachází se na něm jeden z dřívějších stěžejních pilířů koncertů skupiny ve 2. polovině 70. a 1. polovině 80. let, píseň Sinner, a zejména píseň Dissident Aggressor, považovaná mnohými hudebními kritiky a fanoušky spolu s písní Stone Cold Crazy od skupiny Queen za historicky první thrash metalovou píseň (což je ovšem nutné brát s rezervou). Dissident Aggressor se objevil jako coververze na desce South of Heaven skupiny Slayer v roce 1988. V roce 2001 bylo remasterováno a přidány bonusy, stejně jako tomu bylo u dalších 11. řadových alb Judas Priest a dvou výběrů. Lze jej koupit samostatně, nebo jako Box Set všech 12 remasterovaných studiových alb.
Jak již bylo výše uvedeno, album Sin After Sin, v důsledku lepší práce odvedené vydavatelskou společností, mělo mnohonásobně větší úspěch než předchozí album Sad Wings of Destiny. Díky tomu se Judas Priest mohli vydat na turné po USA. Jen ve Spojených státech se prodalo více než 500 000 kusů tohoto alba. Výjimečnost alba, především písně Dissident Aggressor, dokazuje zisk ceny Grammy roku 2010 za nejlepší metalový výkon. Jak velký vliv na rockovou potažmo metalovou scénu toto album mělo je vidět na faktu, že dvě metalová uskupení byla pojmenována po písních z tohoto alba. Jedná se o americkou skupinu Starbreaker a německou Sinner.

## Seznam skladeb
| Pořadí | Název                           | Autor                          | Délka |
| ------ | ------------------------------- | ------------------------------ | ----- |
| 1.     | Sinner                          | Rob Halford, Glenn Tipton      | 6:43  |
| 2.     | Diamonds & Rust                 | Joan Baez                      | 3:26  |
| 3.     | Starbreaker                     | K. K. Downing, Halford, Tipton | 4:52  |
| 4.     | Last Rose of Summer             | Halford, Tipton                | 5:38  |
| 5.     | Let Us Prey/Call for the Priest | Halford, Tipton                | 6:14  |
| 6.     | Raw Deal                        | Halford, Tipton                | 7:12  |
| 7.     | Here Come the Tears             | Halford, Tipton                | 3:36  |
| 8.     | Dissident Aggressor             | Downing, Halford, Tipton       | 3:07  |

### Bonusy přidané v r.2001
1. "Race With the Devil" (Adrian Gurvitz) – 3:06
2. "Jawbreaker" (živě) (Downing, Halford, Tipton) – 4:00

## Sestava
- K.K. Downing – kytara
- Rob Halford – zpěv
- Glenn Tipton – kytara, klavír
- Ian Hill – basová kytara
- Simon Phillips – bicí